# ریچارد چمبرلین
جرج ریچارد چمبرلین (انگلیسی: George Richard Chamberlain؛ ۳۱ مارس ۱۹۳۴ – ۲۹ مارس ۲۰۲۵) بازیگر آمریکایی بود. او در دهه ۱۹۶۰ میلادی به شهرت رسید و از آن زمان در سریال‌های تلویزیونی زیادی بازی کرد.
از فیلم‌های او می‌توان به کنت مونت کریستو، کازانووا، چهار تفنگدار، بازگشت سه تفنگدار غرب رؤیایی و معادن شاه سلیمان ۱۹۸۵ اشاره نمود.